# آدم بيرغن
آدم بيرغن (بالإنجليزية: Adam Bergen)‏ هو لاعب كرة قدم أمريكية أمريكي، ولد في 3 سبتمبر 1983 في سيفورد في الولايات المتحدة.

## وصلات خارجية
- آدم بيرغن على موقع مرجع كرة القدم المحترفة.كوم (الإنجليزية)
- آدم بيرغن على موقع JustSportsStats.com (الإنجليزية)